# GC Mascara
Ghali Chabab Mascara (în arabă نادي غالي معسكر), numit în mod obișnuit GC Mascara sau simplu GCM, este un club de fotbal algerian care reprezintă orașul Mascara în competițiile fotbalistice. În prezent echipa concurează în liga a doua, al doilea nivel fotbalistic din Algeria.